# Asociación Paraguaya de Fútbol

Altes Logo bis 2015

Die Asociación Paraguaya de Fútbol (APF, Guaraní Paraguái Mangapy Atyguasu) ist der nationale Fußballverband von Paraguay. Sie hat ihren Sitz in der Hauptstadt Asunción. Der Verband wurde am 18. Juni 1906 als Liga Paraguaya de Football Association von den Vereinen Club Olimpia, Club Guaraní, Club Libertad, Club General Díaz und Club Nacional ins Leben gerufen, um die nationale Fußballmeisterschaft abzuhalten, die noch im selben Jahr zum ersten Mal stattfand. Schon bald nach der Gründung wurde der Name des Verbandes als Liga Paraguaya de Fútbol in die spanische Landessprache übertragen. 1996 erhielt der Verband seinen heutigen Namen. Die Asociación Paraguaya de Fútbol sollte nicht mit der von 1916 bis zu ihrem Ende 1917 ebenso genannten, 1911 als Liga Centenario ins Leben gerufenen und bis 1917 bestehenden „Rebellenliga“ verwechselt werden.

## Nationale Meisterschaften
Der Verband ist verantwortlich für die Durchführung der nationalen Meisterschaften wie der Primera División de Paraguay und die Nationalmannschaften wie die der Männer und Frauen. Er hat dieser Tage auch die Aufsicht über Futsal und Strandfußball.
Das erste Länderspiel wurde am 11. Mai 1919 in Asunción gegen Argentinien ausgetragen und ging mit 1:5 verloren. Der erste Sieg datiert vom 3. April 1921, als im fünften Länderspiel Argentinien am gleichen Ort mit 3:1 besiegt wurde.

## Internationale Spiele
Paraguay nahm im selben Jahr zum ersten Mal an der Copa América teil, was die fünfte offizielle Austragung dieses Turniers war. Seither war Paraguay mit fünf Ausnahmen an allen 37 weiteren Ausspielungen des Turniers bis einschließlich 2011 beteiligt. In den Jahren 1953 und 1979 gelang es Paraguay dieses Turnier zu gewinnen und belegte zudem 1929, 1947, 1949, 1963 und 2011 den zweiten Platz. 1999 war der Verband zum bislang einzigen Mal Ausrichter der Copa América. Dem Verband des seinerzeit nur rund 1,5 Millionen Einwohner zählenden Landes wurde die Veranstaltung des seinerzeit noch Campeonato Sudamericano genannten Wettbewerbes bereits für 1953 angetragen, doch dieser verzichtete wegen mangelnder Infrastruktur, wie geeigneten Stadien. Das Turnier fand schließlich in Peru statt.
Paraguay nahm bereits an der ersten Fußball-Weltmeisterschaft 1930 in Uruguay teil. 1930, 1950, 1958, 1986, 1998, 2002, 2006 folgten weitere Teilnahmen. Die erfolgreiche Qualifikation für die Weltmeisterschaft 2010 sicherte die vierte Teilnahme in Serie. 2010 gelang es Paraguay dabei zum ersten Mal zu den letzten Acht der Weltmeisterschaft vorzustoßen, scheiterte dort aber knapp am Turniersieger Spanien.
Die Olympiaauswahl Paraguays belegte bei den Olympischen Spielen 2004 den zweiten Platz und errang damit die Silbermedaille.

## Wappen
Das aktuelle Wappen des paraguayischen Fußballverbands zeigt die Farben der paraguayischen Flagge, das Akronym des Verbands sowie einen Stern in der Mitte.

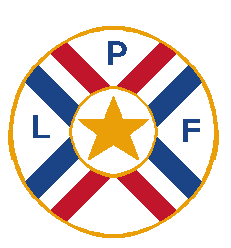
Erstes APF-Logo/1906–1985.
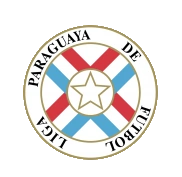
1986–1995
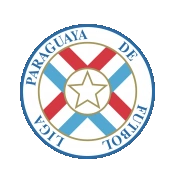
1995–1999
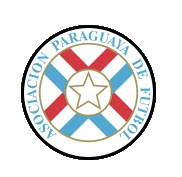
2000–2004
2004–2006
2007–2010
2010–2015
Aktuelles APF-Logo

Das erste Logo und das letzte Logo, das vor dem Wechsel zum aktuellen Wappen der Asociación Paraguaya de Futbol im Jahr 2014 verwendet wurde.